# Трояновский сельсовет (Курская область)
Троя́новский сельсове́т — упразднённое муниципальное образование со статусом сельского поселения, существовавшее в составе Железногорского района Курской области до 2017 года.
Административным центром было село Трояново.

## География
Располагался на северо-западе Железногорского района. На севере и западе граничил с Дмитровским районом Орловской области, на востоке — со Студенокским сельсоветом, на юге — с Разветьевским сельсоветом.

## История
Образован в первые годы советской власти. По состоянию на 1926 год входил в состав Долбенкинской волости Дмитровского уезда Орловской губернии. С 1928 года в составе Михайловского (ныне Железногорского) района. В 1954 году включил в себя часть территории упразднённого Трубиченского сельсовета. В 1986 году из части территории Трояновского сельсовета был выделен Студенокский сельсовет. 
Законом Курской области от 21 октября 2004 года № 48-ЗКО (в ходе муниципальной реформы 2006 года) муниципальное образование Трояновский сельсовет наделено статусом сельского поселения.
Законом Курской области № 76-ЗКО от 26 октября 2017 года Трояновский сельсовет был присоединён к Студенокскому сельсовету. Как юридическое лицо ликвидирован 31 октября 2018 года.

## Населённые пункты
На момент упразднения в состав Трояновского сельсовета входили 3 населённых пункта:
| № | Населённый пункт | Тип населённого пункта |
| - | ---------------- | ---------------------- |
| 1 | Трояново         | село, администр. центр |
| 2 | Гавриловский     | посёлок                |
| 3 | Ольховка         | посёлок                |

## Население
| 2002 | 2010 | 2012 | 2013 | 2014 | 2015 | 2016 |
| ---- | ---- | ---- | ---- | ---- | ---- | ---- |
| 296  | ↘205 | ↗243 | ↗286 | ↗297 | ↘295 | ↘292 |
| 2017 |      |      |      |      |      |      |
| ↘272 |      |      |      |      |      |      |

## Главы сельсовета
- Долгин В. Е. (1930-е)
- Молоков Михаил Андреевич (1930-е)
- Власов Андрей Григорьевич (?—1941, 1943—1950)
- Кашин Иван Никитович (1950—1952)
- Меркушенков (1952—1954)
- Пантюхов Иван Дмитриевич (1954—1961)
- Мазуров М. Н. (1961)
- Исатков Иван Петрович
- Кузнецов Василий Тихонович
- Козлов Владимир Алексеевич
- Семенец Вячеслав Алексеевич
- Подлесных Вера Владимировна
- Гуров Константин Константинович (1998 год)[11]
- Санкин Сергей Николаевич (?—2012)
- Дедков Константин Витальевич (2012—2015)
- Титор Светлана Ивановна (2015—2016)
- Груздова Елена Анатольевна (2016—2018)